# ハーバード大学の人物一覧
ハーバード大学の人物一覧（ハーバードだいがくのじんぶついちらん）は、ハーバード大学の教員・卒業生等の一覧である。なお、日本人の関係者に関してはハーバード大学に関係する日本人の一覧を参照。

## 教員・研究者

### 現在
ユニヴァーシティー・プロフェッサー：ハーバード大学において特にすぐれた業績をあげて先導的な役割を果たしている少数の教員に対して付与される、教授・冠教授より上位の名誉的な称号。
- Adams University Professor – w: Christoph Wolff
- Paul and Catherine Buttenwieser University Professor –スタンリー・ホフマン
- John Cogan University Professor – w: Stephen Greenblatt
- James Bryant Conant University Professor – w: Stephen Owen
- Charles W. Eliot University Professor – ローレンス・サマーズ
- Alphonse Fletcher University Professor – w: Henry Louis Gates, Jr.
- Woodford L. and Ann A. Flowers University Professor – ジョージ・M・ホワイトサイズ, 化学科教授、ナノ・マイクロマシン&加工、自己組織化の世界的権威）
- Gerhard Gade University Professor – w:  Barry Mazur
- Thomas W. Lamont University Professor – アマルティア・セン
- Bishop William Lawrence University Professor – マイケル・ポーター
- Carl M. Loeb University Professor – w: Laurence H. Tribe
- John and Natty McArthur University Professor –　ロバート・マートン
- Samuel W. Morris University Professor – デール・ジョルゲンソン
- Joseph Pellegrino University Professor – w: Peter L. Galison
- Carl H. Pforzheimer University Professor – w: Robert Darnton
- A. Kingsley Porter University Professor – w: Helen Vendler
- Three Hundredth Anniversary University Professor – w:  Laurel Thatcher Ulrich
- Timken University Professorship – アーウィン・シャピロ
- Robert Walmsley University Professor – w: Frank Michelman
- Carl W. Walter University Professor – w: Marc Kirschner
- Albert J. Weatherhead III University Professor – w: Gary_King_(political_scientist)

#### その他の教員
- スティーブン・ピンカー
- チャールズ・リーバー（Charles Lieber, 化学科教授、半導体ナノワイヤーに関する研究で世界をリードする、Nanosys社技術顧問）
- リサ・ランドール（物理学科教授、ブレーンワールドのモデル提唱者）

### 過去
- フェリックス・フランクファーター
- ポール・スウィージー
- カール・フリードリッヒ
- マクジョージ・バンディ
- ヘンリー・キッシンジャー
- エズラ・ヴォーゲル（名誉教授、ジャパンアズナンバーワンの著者）
- フランク・タウシッグ
- ワイリー・サイファー
- エドウィン・ボーリング
- ダウエント・ホイットルセー（ハーバード最後の地理学者）

## 主な出身者
ボストン旧家のアダムズ家からは20人近くの卒業生が出ている。

### 実業家
- ジョン・ジェイコブ・アスター4世（大富豪。タイタニック乗客）
- ビル・ゲイツ（中退から32年後、名誉学位が授与された）
- マーク・ザッカーバーグ（Facebook創設者、現CEO / 中退）
- エドワード・ジョンソン2世（投資家）
- ゲイブ・ニューウェル（Valve Corporation共同設立者/中退）
- エルンスト・ハンフシュテングル（美術書籍出版業者。ナチ党海外新聞局局長）
- デイヴィッド・ロックフェラー（銀行家）

### 芸術
- 五嶋龍（バイオリニスト）
- ヘンリー・デイヴィッド・ソロー
- ノーマン・メイラー（作家）
- ウィリアム・S・バロウズ（作家）
- カール・ラッグルズ（作曲家）
- ルロイ・アンダーソン（作曲家）
- レナード・バーンスタイン（作曲家、指揮者）
- ウィリアム・クリスティ（指揮者）
- ジャック・レモン（俳優）
- フランク・ピアソン（脚本家、映画監督）
- テレンス・マリック（脚本家、映画監督）
- トミー・リー・ジョーンズ（俳優）
- ジョン・クーリッジ・アダムズ（作曲家）
- ヨーヨー・マ（チェリスト）
- エリザベス・シュー（女優）
- トム・モレロ（ロックバンド：レイジ・アゲインスト・ザ・マシーンのギタリスト）
- リヴァース・クオモ（ロックバンド：ウィーザーのボーカリスト・リードギタリスト）
- マット・デイモン（俳優 / 中退、本人の意志があれば復学できる）
- ナタリー・ポートマン（女優）
- フィリップ・モル（ピアニスト）
- マイケル・クライトン（作家）
- トム・ウィルソン（音楽プロデューサー）

### 政治家
- サミュエル・アダムズ（アメリカ合衆国建国の父の一人）
- ジョン・アダムズ（大統領）
- ジョン・クインシー・アダムズ（大統領）
- チャールズ・フランシス・アダムズ・シニア（大統領候補）
- ラザフォード・ヘイズ（大統領）
- チャールズ・フランシス・アダムズ・ジュニア（ユニオン・パシフィック鉄道社長）
- セオドア・ルーズベルト（大統領）
- チャールズ・フランシス・アダムズ3世（フーヴァー政権の海軍長官）
- フランクリン・D・ルーズベルト（大統領）
- ジョン・F・ケネディ（大統領）
- ロバート・ケネディ（政治家）
- エドワード・ケネディ（政治家）
- ヘンリー・キッシンジャー（ニクソン政権の国務長官）
- アル・ゴア（副大統領）[1]
- ジョージ・W・ブッシュ （史上初のMBA大統領）
- ロバート・ゼーリック（世界銀行総裁、元アメリカ合衆国国務副長官）
- バラク・オバマ （大統領）
- ミシェル・オバマ（大統領夫人、ロースクール卒）
- B.F.スキナー
- キャスパー・ワインバーガー
- 李承晩（韓国初代大統領）
- スラキアット・サティアンタイ（タイの政治家）
- エドワード・シアガ（ジャマイカの政治家）
- ロバート・マクナマラ （MBA）
- アリ・レザー・パフラヴィー（イラン元国王の次男）
- ツェリン・トブゲ（ブータンの政治家）
- マーク・タカノ （下院議員）
- マイク・ポンペオ（トランプ政権の国務長官）

### 学者
- ロバート・オッペンハイマー【理論物理学者、原爆の父、エンリコ・フェルミ受賞、レジオンドヌール勲章受賞】
- ヘンリー・ブルックス・アダムズ（歴史学者、政治学者。ピュリッツァー賞も受賞）
- ウィリアム・モーリス・ディヴィス（地理学者）
- エルズワース・ハンティントン（地理学者）
- イザイア・ボウマン（地理学者）
- クリスチーナ・アメージャン（経営学者、一橋大学名誉教授）
- グレン・バウアーソック（歴史学者）
- ダニエル・フット（法学者、東京大学名誉教授）
- トーマス・クーン（科学哲学者）
- セオドア・カジンスキー（数学者で、1978年5月から1995年にかけて爆発物を送りつけ、3人を殺した）
- ミチオ・カク（理論物理学者、ニューヨーク市立大学教授）
- ペイドン・ヤン（カリフォルニア大学バークレー校化学科教授）
- ラムジー・マクミラン（歴史学者）
- マイケル・ロックフェラー（民族学者）
- デイヴィッド・ライク（遺伝学者）

### タレント
- パトリック・ハーラン（お笑い芸人・俳優）

### スポーツ
- エリザベス・スウェイニー（フリースタイルスキー選手）
- フランク・ハーマン（プロ野球選手（投手）・元千葉ロッテマリーンズ所属）
- ライアン・フィッツパトリック（アメリカンフットボール選手）
- カイル・ユーズチェック（アメリカンフットボール選手）
- ジェレミー・リン（バスケットボール選手）